# Beasts of Bourbon
 (février 2016).
Si vous disposez d'ouvrages ou d'articles de référence ou si vous connaissez des sites web de qualité traitant du thème abordé ici, merci de compléter l'article en donnant les références utiles à sa vérifiabilité et en les liant à la section « Notes et références ».

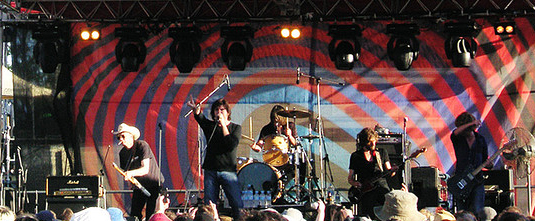
Beasts of Bourbon jouant au Big Day Out, à Perth le 5 décembre 2013

The Beasts of Bourbon est un groupe de musique rock australien formé à Sydney en 1983.

## Description
La composition originale des Beasts comprend outre Tex Perkins (chant) et Spencer P. Jones DECEDE....(guitare, membre également du groupe The Johnnys), seuls membres fondateurs toujours à bord, James Baker le batteur des Hoodoo Gurus, ainsi que deux musiciens de The Scientists, le guitariste Kim Salmon et le bassiste Boris Sudjovic.
Le groupe débute dans les petits clubs de Sydney, enregistrant son premier album, The Axeman's Jazz, en une seule après-midi de 1984. Bien que ce disque obtînt un succès inespéré jusqu’en France où il fut édité par le label Closer Records du Havre, les Beasts continuèrent à n’être pour ses membres qu’un projet secondaire.
Ce n’est qu’en 1988 que cette situation a commencé à changer avec la séparation successive des Johnnys et de The Scientists. Les Beasts enregistrent l'album Sour Mash, fusion de blues matinée de pub rock et de punk, chaînon manquant entre les délire sonores d’un Captain Beefheart et le blues déstructuré du premier groupe de Nick Cave : The Birthday Party.
En 1990, Black Milk poursuit dans cette voie avec cependant une approche beaucoup plus « stonienne » et moins sauvage. Il constitue l’album des Beasts of Bourbon le plus abouti, celui qui puise dans les racines même du rock’n’roll (blues, musique country et cadien…), toujours servi par la hargne moqueuse et la présence du chanteur Tex Perkins.
L’année suivante, en 1991, est édité The Low Road qui renoue avec l’odeur du soufre et la force brutale. Baker et Sudjovic ont quitté le groupe afin de se concentrer sur la formation The Dubrovniks et sont remplacés par Tony Pola et Brian Hooper, la section rythmique du groupe de Kim Salmon, The Surrealists.
En 1993, parait un double album de morceaux en public et d’enregistrements inédits From The Belly Of The Beasts afin de marquer la première décennie d’existence d'un groupe qui tourne intensément, notamment en Europe. À la fin de cette tournée, les Beasts of Bourbon devront annoncer leur séparation, Kim Salmon quittant le groupe pour se consacrer exclusivement à The Surrealists tandis que le nouveau groupe de Tex Perkins, The Cruel Sea obtiendra un succès en Australie avec son premier album The Honeymoon Is Over.
En 1996, les Beasts se reforment avec l’ancien Divinyls et The New Christs Charlie Owen à la guitare et sortent, en 1997, un nouvel album studio Gone, âpre et visqueux. Le disque reçoit un accueil critique favorable mais n’aura qu’un seul petit « hit » avec le single Saturated.
Après une absence de quelque huit années, à l’exception de quelques apparitions sporadiques et pas toujours au complet, 2005 voit le retour du plus patibulaire des groupes australiens avec Perkins, Jones, Owen, Hooper et Pola pour un nouvel album live, The Low Life (Spooky Records, 2005, Spooky 017).
Avant d’entrer en studio pour un nouveau disque, ils entreprennent une tournée en Europe en 2006.

## Discographie
- The Axeman's Jazz (1984)
- Sour Mash' (1988)
- Black Milk' (1990)
- The Low Road (1991)
- Just Right E.P. Limited Edition Maxi-Single (1992)
- From The Belly Of The Beasts (1993)
- Europe 1992 (1994)
- Gone (1997)
- Low Life (2005)
- Little Animals (2007)